# Честване на Джон Лорд
„Честване на Джон Лорд“ (на английски: Celebrating Jon Lord) е албум, издаден на 29 септември 2014 г., записи от концерт, посветен на паметта на Джон Лорд в Роял Албърт Хол на 4 април същата година. Издаден в CD, DVD в Blu-ray формати.
Програмата е условно разделена на две части. Първата е „Композиторът“, която включва основно работата на Лорд като композитор. Втората част, The Rock Legend, включва музика, написана от Лорд за „Дийп Пърпъл“ и други композиции (като Above and Beyond на „Дийп Пърпъл“ и Uncommon Man, посветени на Джон).
Освен „Дийп Пърпъл“ в концерта участват Стив Балзамо, Милър Андерсън, Рик Уейкман, Брус Дикинсън, Глен Хюз, Марго Бюканън (беквокали), Джеръми Айрънс, Пол Уелър, Мики Муди, Клаудия Фонтейн (беквокали), и др. Оркестров съпровод: синфомичен оркестър The Orion Orchestra. 

## Траклист
| Пол Уелър                                                | Things Get Better       | 3:02 |
| Пол Уелър, Мики Муди                                     | I Take What I Want      | 4:47 |
| Фил Кембъл, Иън Пейс, Бърни Марсдън                      | Silas And Jerome        | 3:37 |
| Фил Кембъл, Иън Пейс, Бърни Марсдън                      | I'm Gonna Stop Drinking | 5:28 |
| Стив Балзамо, Санди Том, Мики Муди                       | Soldier of Fortune      | 5:25 |
| Глен Хюз, Брус Дикинсън, Иън Пейс, Дон Еъри, Мики Муди   | You Keep On Moving      | 5:49 |
| Глен Хюз, Брус Дикинсън, Иън Пейс, Дон Еъри, Рик Уейкман | Burn                    | 8:40 |
| Глен Хюз                                                 | This Time Around        | 4:50 |

| Дийп Пърпъл | Uncommon Man           | 8:24  |
| Дийп Пърпъл | Above And Beyond       | 6:16  |
| Дийп Пърпъл | Lazy                   | 9:37  |
| Дийп Пърпъл | When a Blind Man Cries | 8:01  |
| Дийп Пърпъл | Perfect Strangers      | 10:09 |
| Дийп Пърпъл | Black Night            | 8:35  |
| Дийп Пърпъл | Hush                   | 11:01 |